# Großer Regen
Der Große Regen (tschechisch: Řezná) ist der rechte und nördliche Quellfluss des Schwarzen Regen im Böhmerwald im Okres Klatovy, Region Pilsen in Tschechien und Landkreis Regen, Bayern in Deutschland. Er wird hydrologisch (wegen seiner Größe) und hydrographisch (wegen seiner Länge) als Hauptstrang und nur als ein Nebenname des gesamten Flusses Regen angesehen.

## Geographie

### Verlauf

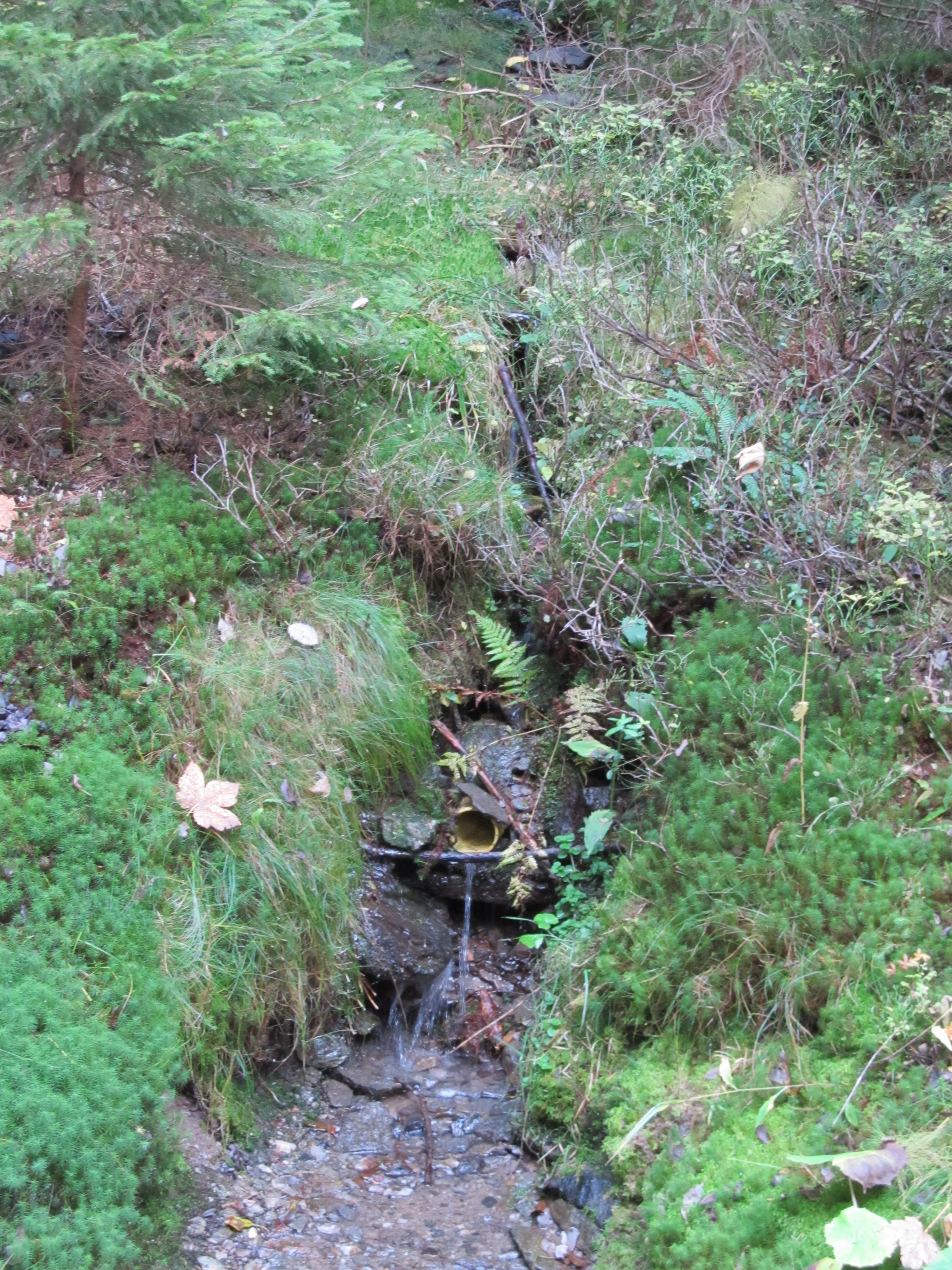
Pramen Řezné (Regenquelle) in Tschechien

Die Quelle des Großen Regen liegt am Südhang des Pancíř (Panzer, 1214 m) bei der Siedlung Zadní Pancíř. Der dort entspringende Bach trägt den Namen Řezná (Regen, auch Regenbach genannt). Er fließt in südwestlicher Richtung, entlang der Grenze zum Národní park Šumava (Nationalpark Böhmerwald), über Železná Ruda (Markt Eisenstein) nach Alžbětín (Elisenthal), wo er die Staatsgrenze nach Deutschland überquert. In Bayerisch Eisenstein knickt der Große Regen nach Südosten ab und fließt am Rande des Nationalparks Bayerischer Wald, an seinem linken Ufer begleitet von der Bundesstraße 11 und der Waldbahn, zur Seebachschleife. Dort mündet der am Großen Arber (1456 m) entspringende Geigenbach, der den Großen Arbersee durchfließt. Über Regenhütte, Ludwigsthal und Theresienthal verläuft der Große Regen nach Zwiesel. Dort vereinigt er sich als längerer (24 km) und wasserreicherer (5,2 m³/s) Quellfluss mit dem Kleinen Regen (19 km, 2,8 m³/s) zum Schwarzen Regen.

### Zuflüsse
- Grádelský potok (dt. Riegelbach) (links, Železná Ruda)
- Jezerní potok (dt. Eisenbach) (rechts, Železná Ruda)
- Büchelbach (tschech. Svarožná) (rechts, Grenze bei Bayerisch Eisenstein)
- Tiefenbach (rechts, Bayerisch Eisenstein-Eisensteinermühle)
- Teufelsbach (rechts, nach Bayerisch Eisenstein-Eisensteinermühle)
- Geigenbach (Arberseebach) (rechts, Bayerisch Eisenstein-Seebachschleife)
- Kleine Deffernik (rechts, Bayerisch Eisenstein-Regenhütte)
- Bärnbachl (rechts, nach Bayerisch Eisenstein-Regenhütte)
- Große Deffernik (links, bei Lindberg-Ludwigsthal)
- Stegaubachl (rechts, gegenüber Lindberg-Ludwigsthal)
- Kolbersbach (links, Lindberg-Ludwigsthal)
- Rotaubachl (rechts, nach Lindberg-Ludwigsthal)
- Klautzenbach (rechts, Zwiesel-Klautzenbach, Glasfabrik)
- Ahornbachl (rechts, Zwiesel)